# Shigeo Hayashi
Shigeo Hayashi (林 重男, Hayashi Shigeo, 1918-2002) est un photographe japonais, lauréat de l'édition 1992 des prix de la Société de photographie du Japon dans la catégorie « contributions remarquables ».

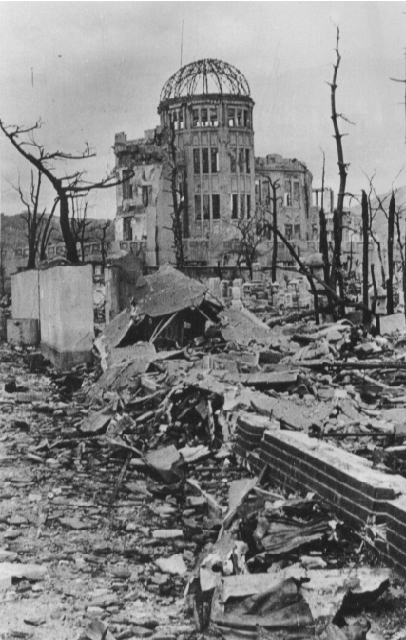
Le dôme de Genbaku au milieu de la dévastation en octobre 1945. Photographie de Shigeo Hayashi, l'un des deux photographes attachés aux équipes d'enquête.

Après trois ans passés au service de l'armée impériale japonaise, il commence sa carrière en tant que photographe pour le magazine de propagande japonaise FRONT en 1943. En septembre 1945, il est l'un des deux photographes assignées par le « Comité spécial d'enquêtes sur les dommages de la bombe A » pour documenter les conséquences des bombardements atomiques d'Hiroshima et Nagasaki. Dans les décennies suivantes, il travaille en tant que photographe professionnel.
Il meurt en 2002 à l'âge de 84 ans.